# Col de la Croix-Rosier
Le col de la Croix-Rosier est un col routier du Massif central, situé dans le département du Rhône. Son altitude est de 722 mètres.

## Géographie
Dans le Beaujolais, en limite des communes de Claveisolles à l'ouest et du Perréon à l'est, le col se situe dans un environnement forestier constituant un carrefour avec la route départementale 88 qui le traverse, la route départementale 621 venue du col de la Croix-Marchampt et la route départementale 79 qui y aboutit quelques mètres plus à l'est.

## Histoire
Une altisurface a fonctionné au col d'octobre 1972 à mars 2016 avec une piste de 200 m de long et 20 m de large avec une pente de 23 %.

## Activités

### Randonnée
Le sentier de grande randonnée 76 le traverse sur un axe nord-sud.

### Cyclisme
Jusqu'alors inédit, le col est la dernière difficulté de la 12e étape du Tour de France 2023, classé en 2e catégorie au Grand prix de la montagne. L'Espagnol Ion Izagirre passe en tête.